# Rudolf Westphal
Rudolf Georg Hermann Westphal, född 3 juli 1826 i Obernkirchen, Hessen, död 10 juli 1892 i Stadthagen, var en tysk filolog.
Westphal blev 1852 privatdocent vid Tübingens universitet samt var 1858–62 extra ordinarie professor i Breslau och 1875–79 lärare vid Katkovs lyceum i Moskva. Han återvände sedan till Tyskland. 
Westphal gjorde sig bemärkt som forskare och författare inom flera grenar av de filologiska vetenskaperna, i främsta rummet genom det betydelsefulla verket Metrik der griechischen Dramatiker und Lyriker (med August Rossbach, tre band, 1854-65; tredje upplagan under titeln "Theorie der musischen Künste der Hellenen", 1885-89). Vidare kan nämnas System der antiken Rhythmik (1865), Geschichte der alten und mittelalterlichen Musik (två band, 1865-66), Theorie der neuhochdeutschen Metrik (1870; andra upplagan 1877), Allgemeine Theorie der musikalischen Rythmik seit Johann Sebastian Bach (1880), Die Musik des griechischen Alterthumes (1883) och Allgemeine Metrik der indogermanischen und semitischen Völker (1892). Genom att till grund för den metriska teorin lägga de gamles (huvudsakligen Aristoxenos) rytmiska lärosatser och tillika framhålla det nära sambandet mellan musikalisk och metrisk rytm öppnade han för metrikens studium nya banor och fann många efterföljare. 
Även som språkforskare gjorde Westphal sig bemärkt genom flera arbeten, bland vilka kan nämnas Philosophisch-historische Grammatik der deutschen Sprache (1869), Metodische Grammatik der griechischen Sprache (1870–72) och Vergleichende Grammatik der indogermanischen Sprachen (1873).